# Еліоніка
Еліоніка - розділ електроніки, який вивчає явища, пов'язані з взаємодією електронних та іонних пучків з речовиною, а також застосування цих пучків у технологічних процесах виробництва електронних пристроїв. Еліоніка розвивається у двох основних напрямах - фізичному й технологічному. 
Предметом її фізичного напряму є теоретичні й експериментальні дослідження механізму проникнення прискорених електронів та іонів у речовину, ефективності перетворення їхньої кінетичної енергії на тепло, розподілу потужності, яка виділяється в об'ємі, кінетики теплових процесів у зоні взаємодії пучків з речовиною і дуже близько від цієї зони, фізико-хімічних змін в опромінених ділянках матеріалу тощо. 
Завданнями технологічного напряму є теоретична і практична розробка методів дослідження електроннопроменевих та іонно-променевих процесів для обробки матеріалів — локального випаровування їх, легування напівпровідників, мікрозварювання та мікроспаювання, полімеризації мономерів тощо. Перші відомості про спроби використати гостросфокусовані електронні та іонні пучки як знаряддя для мікрооброблення матеріалів з'явились у 1950-х роках. Систематичному глибокому й інтенсивному вивченню можливостей такого застосування в електронній промисловості в усіх розвинених країнах, великою мірою, сприяв прогрес у галузі мікроелектроніки на початку 1960-х років. Цінними особливостями електронного променя є те, що в ньому можна одержати високу й легко регульовану густину енергії та, що його практично вмить можна спрямувати в будь-яку точку оброблюваної поверхні. Стикаючись з речовиною, електрони, що швидко летять, віддають їй більшу частину своєї кінетичної енергії, спричинюючи в ній різноманітні зміни. Найменший переріз електронного пучка в зоні взаємодії з опромінюваним матеріалом — порядку мікрометра і навіть його часток, а густина потужності в них досягає 109 Вт/см2. Електроннопроменеві технологічні операції виконуються у високому й надвисокому вакуумі. Електронний промінь використовують при виготовленні p-n переходів, резисторів, тунельних діодів, транзисторів деяких типів, для з'єднання компонентів мікросхем тощо.

## Технологічний процес
P-n переходи виготовляють шляхом опромінення монокристалічних ділянок напівпровідникової пластини, з попередньо нанесеним на неї шаром легувальної речовини. Її опромінюють так, щоб у місці електронного бомбардування напівпровідник розплавився на задану глибину і з нього в розплав проникала легуюча домішка. Після вимкнення пучка розплавлена зона остигає й кристалізується, в результаті чого у напівпровіднику утворюється мікрозона іншого типу провідності, а на межі цієї зони — p-n перехід. На одній платівці можна виготовити сотні й тисячі таких компонентів. Відтворюваність характеристик таких мікродіодів, розташованих на всій поверхні, дуже висока.  
Щоб одержати резистори, на діелектричну чи напівпровідникову підкладку з ізоляційним шаром наносять провідну плівку у вакуумі, після чого формують необхідні елементи за допомогою електронного променя. Аналогічним чином створюють мініатюрні плівкові конденсатори, зокрема у вигляді вкладених структур типу «гребінця». 
Особливе місце в еліоніці посідає електронна літографія, яка характеризується високою роздільною здатністю. Використання електронного пучка замість пучка світла для експонування фоторезистивних матеріалів дає змогу створювати моноблокові функціональні вузли, які складаються з тисяч ідентичних логічних елементів, геометричні розміри яких становлять частки мікрометра. При цьому відпадає потреба у трудомісткому процесі виготовляння масок, полегшується завдання автоматизації процесів електричного з'єднання окремих мікросхем у функціональні вузли. 
Іонно-променеві способи обробки застосовують для очищення поверхонь, травлення плівок, селективного нанесення тонких шарів матеріалу на потрібні ділянки підкладу, легування напівпровідників тощо. Легування здійснюється, наприклад, не нагріванням, а шляхом прямого заглиблення розігнаних електронним полем іонів домішок в кристалічні ґратки. Завдяки цьому можна значно точніше регулювати кількість введених домішок, глибину їхнього залягання та розміри зони легування. Через те, що в зоні опромінювання немає високих температур, різко зменшується кількість небажаних сторонніх домішок, які звичайно дифундують у нагріту зону напівпровідника; з іонного пучка непотрібні домішки видаляє фокусувальна система. Для цілей еліоніки створено чимало промислових пристроїв і автоматизованих агрегатів.